# Liliane Carlberg
Liliane Carlberg, folkbokförd Liliane Gunhild Margareta Karlberg, ogift Ekman, född 28 december 1936 i Södertälje, död 4 februari 2024 i Norrtälje, var en svensk TV-producent.
Liliane Carlberg var dotter till en ingenjör. Efter att ha varit sekreterare först åt Henrik Hahr och sedan åt Per Martin Hamberg blev hon scripta och alltiallo i TV-programmet Söndagsbilagan 1959.
Hon var sedan verksam vid nyhets- och underhållningsavdelningarna hos sedermera Sveriges Television. Hon producerade program som Fri Entré 1967–1968, Från Boston till Pop 1978 och skötte slutredigeringen Lykkeland-serien på 1980-talet. År 1986 lämnade hon SVT för att starta bolaget Newsmakers tillsammans med Bo Holmström, i vilket hon förutom TV-programmet Listan (1987) bland annat producerat filmer och videor för industrier.
Liliane Carlberg var från 1963 gift med musikern och TV-producenten Sten Carlberg (1925–1998). Hon ärvde rättigheterna till Sommar i P1s signaturmelodi Sommar, sommar sommar, som maken hade gjort. Makarna är gravsatta på Skogskyrkogården i Stockholm.